# NGC 3159
NGC 3159 este o galaxie eliptică situată în constelația Leul Mic. A fost descoperită în 1 februarie 1886 de către Guillaume Bigourdan⁠(d). Se află la o distanță de 96,84 de megaparseci de Pământ.